# 斑紋梳甲鯰
斑紋梳甲鯰（学名：Cteniloricaria maculata）為輻鰭魚綱鯰形目甲鯰科的其中一種，為熱帶淡水魚，分布於南美洲Maroni與Corantijn河流域，體長可達17公分，棲息在沙石底質、水質清澈且流動的溪流底層水域，生活習性不明。
其种加词“maculata”意为“有斑点的”。